# Impatiens lateristachys
Impatiens lateristachys är en balsaminväxtart som beskrevs av Yi Ling Chen och Y.Q. Lu. Impatiens lateristachys ingår i släktet balsaminer, och familjen balsaminväxter. Inga underarter finns listade i Catalogue of Life.